# Nototherium
Nototherium (лат.) — вымерший род сумчатых из семейства Diprotodontidae. Обитали в Австралии и Новой Гвинее. Жили в эпоху плейстоцена. Имели гипсодонтные моляры и достигали массы 500 кг. Как и все представители семейства, травоядные. Их естественными врагами были мегалания и сумчатый лев.

## Виды
- Nototherium dunense
- Nototherium inerme
- Nototherium mitchelli
- Nototherium tasmanicus
- Nototherium victoriae
- Nototherium watutense